# Visoko (Croazia)
Visoko    è un comune della Croazia di 1 641 abitanti della regione di Varaždin.